# Ташкумирська ГЕС
Ташкумирська ГЕС — гідроелектростанція у Киргизстані. Знаходячись між Курпсайською ГЕС (вище по течії) та Шамалдисайською ГЕС, входить до складу каскаду на річці Нарин, правій твірній Сирдар'ї (басейн Аральського моря).
У межах проєкту річку перекрили греблею з ущільненого котком бетону висотою 75 метрів, довжиною 337 метрів та шириною по основі 58 метрів. Вона утворила водосховище з об'ємом 144 млн м3, з яких корисний об'єм складає 10 млн м3.
Пригреблевий машинний зал обладнали трьома турбінами типу Френсіс потужністю по 150 МВт, які використовують напір від 40 до 57 метрів (номінальний напір 53 метри) та забезпечують виробництво 1555 млн кВт·год електроенергії на рік.
Видача продукції відбувається по ЛЕП, розрахованій на роботу під напругою 220 кВ.